# Dixie Classic
Ne doit pas être confondu avec Dixie Bowl.
Le Dixie Classic était un match de football américain de niveau universitaire joué au Fair Park Stadium de Dallas dans le Texas après les saisons régulières de 1921, 1924 et 1933. 
Il fut remplacé par le Cotton Bowl Classic.
Le match de 1922 est célèbre surtout car il célèbre le début de la tradition du 12e homme pour l'équipe de Texas A&M.

## Palmares
| Dates            | Vainqueurs                     | Vainqueurs | Perdants                                 | Perdants | Lieux                    | Assistances | Conférences       |
| ---------------- | ------------------------------ | ---------- | ---------------------------------------- | -------- | ------------------------ | ----------- | ----------------- |
| 2 janvier 1922   | Texas A&M Aggies               | 22         | Centre College Praying Colonels          | 14       | Fair Park, Dallas, Texas | 12 000      | SWC - Independent |
| 1er janvier 1925 | West Virginia Wesleyan Bobcats | 9          | SMU Mustangs                             | 7        | Fair Park, Dallas, Texas | 7 000       | ? - SWC           |
| 1er janvier 1934 | Arkansas Razorbacks            | 7          | Centenary College Gentlemen of Louisiana | 7        | Fair Park, Dallas, Texas | 12 000      | SWC - Independent |